# Dalatjärnen (Skogs socken, Ångermanland)
Dalatjärnen är en sjö i Kramfors kommun i Ångermanland och ingår i Nätraån-Ångermanälvens kustområde. Sjön är 6,9 meter djup, har en yta på 0,03 kvadratkilometer och är belägen 74 meter över havet.